# Richard Breitengraser

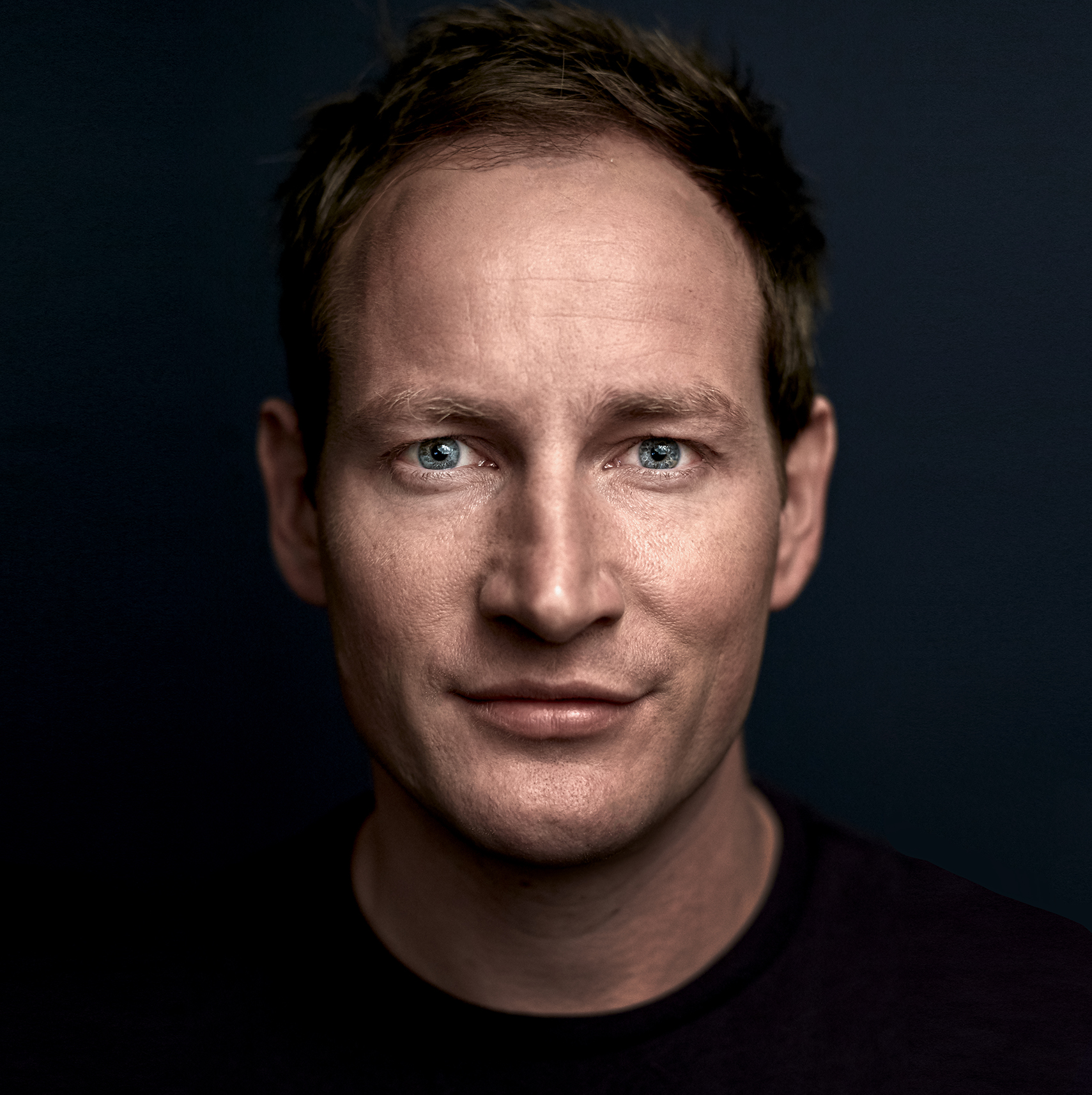
Richard Breitengraser (2019)

Richard Breitengraser (* 22. November 1981 in Halle (Saale)) ist ein deutscher TV- und Radio-Moderator sowie Journalist und Fernsehproduzent.

## Leben
Mit 6 Jahren hatte Breitengraser, der früher auch unter dem Spitznamen „Ricky“ agierte, in der volkstümlichen Sendung Im Krug zum grünen Kranze im DDR-Fernsehen seinen ersten TV-Auftritt. 1997 ging er zum Jugendradio des Mitteldeutschen Rundfunks MDR Sputnik, parallel war er als Moderator und Ressortleiter für das wöchentliche Jugendmagazins Milchbar tätig. Für RTL II übernahm Breitengraser die Moderation der BRAVO G!RL Talents. Nach einem Umzug nach Köln moderierte er als Host beim Musiksender VIVA Deutschland und stand für diverse TV-Serienproduktionen vor der Kamera, wie etwa Verbotene Liebe, Ritas Welt und Die Nesthocker.
2000 nahm er ein Journalistik-Studium auf. In Hamburg arbeitete er in der Redaktion der PRO7-Talkshow Andreas Türck. Danach moderierte er bei Energy Hamburg. Von 2002 bis 2005 präsentierte er aus Erfurt die tägliche Radioshow Ricky am Nachmittag bei Landeswelle Thüringen und absolvierte ein Volontariat. Für das MDR-Fernsehen moderierte er zu dieser Zeit Kinojournal PAM – PopCorn And Movie und arbeitete für den KiKA.
Anschließend war Breitengraser am Aufbau der Station Saarbrücken des Jugendradiosenders bigFM beteiligt. Hier arbeitete er als Moderator sowie als Chefredakteur und Programmchef. 2007 kam er nach Berlin, wo er als Programmchef für JAM FM arbeitete und auch eine tägliche Radioshow mit dem Namen DriveTime hatte.
Als Fernsehproduzent realisierte er mit seiner Mediaagentur TV-Projekte für Privatsender wie RTL und ProSieben. Für NBCUniversal stand er in Wien vor der Kamera. Seit 2008 moderierte Ricky Breitengraser für den TV-Sender TIMM bis zu dessen Insolvenz 2010 das wöchentliche Talkformat Timmousine. Diese Sendung wurde 2009 vom Adolf-Grimme-Institut und der Hessischen Landesanstalt für privaten Rundfunk und neue Medien als „Schokoladenseite im Privatfernsehen“ geehrt. 2011 wurde die erste Folge zu seiner Personality-Talkshow Breitengraser gedreht.
Zudem ist Breitengraser seit dem 14. Lebensjahr als DJ unter dem Namen Daniel de Paris unterwegs.
Richard Breitengraser arbeitete als Moderator und Reporter bei ProSieben im Wissensmagazin Galileo, beim MDR-Fernsehen und beim RBB Fernsehen. Von 2011 bis 2014 gehörte Breitengraser außerdem zum festen Moderatoren-Team von 89.0 RTL.
Breitengraser arbeitet als Dozent für Radio- und TV-Journalismus, Medienkommunikation, Neue Medien und Social Media, unter anderem am MIZ – Medieninnovationszentrum Babelsberg. Darüber hinaus ist Breitengraser Lehrbeauftragter an der Deutschen POP, Berlin.
Seit 2014 führt Breitengraser als Direktor den nach eigenen Angaben weltweit größten Kurzfilmwettbewerb 99FIRE-FILMS Award zur Berlinale.
Als geschäftsführender Produzent und Executive Director arbeitete Breitengraser für die EndemolShine Group, die Formate wie Promi Big Brother, Kitchen Impossible oder Masked Singer produziert. Er ist Gründer und Geschäftsführer der VOID International Media Group.
Seit 2021 ist Breitengraser Mitglied im Forbes Business Council.

## Trivia
Im Herbst 2012 suchte Breitengraser im Rahmen der Doku-Soap mieten, kaufen, wohnen auf VOX eine Wohnung in Berlin.